# فهرست شیمی‌دان‌ها
فهرست زیر دربرگیرندهٔ برخی از مشهورترین شیمی‌دان‌های جهان می‌باشد که به خاطر فعالیت‌های گستره‌شان در شیمی به شهرت رسیده‌اند.

### ا
- اتو هان، (۱۸۷۹;۱۹۶۸) ۱۹۴۴ جایزه نوبل شیمی
- احمد حسن زویل، (زادهٔ ۱۹۴۶)، مصر، ۱۹۹۹ جایزه نوبل شیمی برای کارهایش در زمینهٔ فتوشیمی.
- آد هسل، (۱۸۹۷ ;۱۹۸۱)، شیمی‌دان نروژی ۱۹۶۹ جایزه نوبل شیمی
- ادوارد بوخنر، (۱۸۶۰ ;۱۹۱۷)، ۱۹۰۷ جایزه نوبل شیمی
- ادوارد فرانکلند، (۱۸۲۵–۱۸۹۹)
- آدولف بوتنانت، (۱۹۰۳ ;۱۹۹۵)، ۱۹۳۹ جایزه نوبل شیمی
- آدولف فون بایر، (۱۸۳۵ ;۱۹۱۷)، شیمی‌دان آلمانی، ۱۹۰۵ جایزه نوبل شیمی، سنتر نیلی سیر
- آدولف وینداوس، (۱۸۷۶ ;۱۹۵۹)، ۱۹۲۸ جایزه نوبل شیمی
- ادوین مک میلان، (۱۹۰۷ ;۱۹۹۱)، ۱۹۵۱ جایزه نوبل شیمی
- آرتور هاردن، (۱۸۶۵ ;۱۹۴۰)، بیوشیمی دان انگلیسی برندهٔ جایزهٔ نوبل شیمی در سال ۱۹۲۹
- آرتوری ایلماری ویرتانن، (۱۸۹۵ ;۱۹۷۳)
- آرچر جان پرتر مارتین، (۱۹۱۰ ;۲۰۰۲)، ۱۹۵۲ جایزه نوبل شیمی
- ارنست رادرفورد، (۱۸۷۱ ;۱۹۳۷)
- ارنست سلوی، (۱۸۳۸ ;۱۹۲۲)
- ارنست فیشر (۱۹۱۸ ;۲۰۰۷)، شیمی‌دان آلمانی، ۱۹۷۳ جایزه نوبل شیمی
- آرنه تیسلیوس، (۱۹۰۲–۱۹۷۱)، ۱۹۴۸ جایزه نوبل شیمی
- ارون کلوگ، برندهٔ ۱۹۸۲ جایزه نوبل شیمی
- اروین روز، (زادهٔ ۱۹۲۶)، ۲۰۰۴ جایزه نوبل شیمی
- اسامو شیمومورا، (زادهٔ ۱۹۲۸)، ۲۰۰۸ جایزه نوبل شیمی
- استنفورد مور، (۱۹۱۳ ;۱۹۸۲)، ۱۹۷۲ جایزه نوبل شیمی
- استنلی میلر (زادهٔ ۱۹۳۰)، شیمی‌دان آمریکایی، برای آزمایش میلر–یوری
- اسرائیل شاهاک (۱۹۳۳ ;۲۰۰۱)
- افرام هرشکو، (زادهٔ ۱۹۳۷)، ۲۰۰۴ جایزه نوبل شیمی
- آگوست ویلهلم فون هفمن، (۱۸۱۸–۱۸۹۲)، شیمی‌دان آلمانی، برای تهیهٔ اسید سربیک
- آلبرت هوفمان، (۱۹۰۶–۲۰۰۸)، شیمی‌دان اهل سویس، ال‌اس‌دی (LSD)
- آلساندرو ولتا، (۱۷۴۵ ;۱۸۲۷)
- آلفرد نوبل، (۱۸۳۳ ;۱۸۹۶)
- آلفرد ورنر، (۱۸۶۶ ;۱۹۱۹)، شیمی‌دان اهل سویس، ۱۹۱۳ جایزه نوبل شیمی
- الکساندر برودین، (۱۸۳۳ ;۱۸۸۷)، شیمی‌دان روسی
- الکساندر بوتلروف، (۱۸۲۸ ;۱۸۸۶)، شیمی‌دان روسی
- آلن مک دایارمید، (۱۹۲۷ ;۲۰۰۷)، ۲۰۰۰ جایزه نوبل شیمی
- آلن هیگر، (زادهٔ ۱۹۳۶)، ۲۰۰۰ جایزه نوبل شیمی
- الیاس کوری، (زادهٔ ۱۹۲۸)، آمریکا، برندهٔ ۱۹۹۰ جایزه نوبل شیمی
- الیو دی روپو (زادهٔ ۱۹۵۱)،
- آمادئو آووگادرو، (۱۷۷۶ ;۱۸۵۶) فیزیک‌دان، قانون آووگادرو
- آنتوان لاووازیه، (۱۷۴۳ ;۱۷۹۴)،
- انریکو فرمی، (۱۹۰۱ ;۱۹۵۴)، فیزیک‌دان، جایزه نوبل فیزیک ۱۹۳۸
- آنگلا مرکل (زادهٔ ۱۹۵۴)، صدراعظم کنونی آلمان
- اوانجلیستا توریچلی، فیزیک‌دان
- اوتو دایلز، (۱۸۷۶ ;۱۹۵۴)، شیمی‌دان آلمانی، برندهٔ ۱۹۵۰ جایزه نوبل شیمی
- اوتو والاخ، (۱۸۴۷ ;۱۹۳۱)، شیمی‌دان آلمانی، ۱۹۱۰ جایزه نوبل شیمی
- ایرن ژولیو-کوری (۱۸۹۷ ;۱۹۵۶)، شیمی‌دان فرانسوی و فیزیک‌دان، ۱۹۳۵ جایزه نوبل شیمی
- ایروینگ لانگمویر، (۱۸۸۱ ;۱۹۵۷)، شیمی‌دان، فیزیک‌دان، ۱۹۳۲ جایزه نوبل شیمی
- ایلیا پریگوژین، (۱۹۱۷ ;۲۰۰۳)، ۱۹۷۷ جایزه نوبل شیمی
- ایو چاوین، (زادهٔ ۱۹۳۰)، ۲۰۰۵ جایزه نوبل شیمی

## پ
- پاراسلسوس، (۱۴۹۳–۱۵۴۱)، شیمی‌دان
- پال لاتربور، (۱۹۲۹–۲۰۰۷)، شیمی‌دان آمریکایی
- پاول کروتزن، (۱۹۳۳)، برندهٔ ۱۹۹۵ جایزه نوبل شیمی
- پریمو لوی (۱۹۱۹–۱۹۸۷)، شیمی‌دان
- پل الریخ، (۱۸۵۴–۱۹۱۵)، شیمی‌دان آلمانی، برندهٔ ۱۹۰۸ جایزه نوبل فیزیولوژی و پزشکی
- پل برگ، (۱۹۲۶)، ۱۹۸۰ جایزه نوبل شیمی
- پل بویر، (زادهٔ ۱۹۱۸)، ۱۹۹۷ جایزه نوبل شیمی
- پل ساباتیه، (۱۸۵۴–۱۹۴۱)، ۱۹۱۲ جایزه نوبل شیمی
- پل فلوری، (۱۹۱۰–۱۹۸۵)، ۱۹۷۴ جایزه نوبل شیمی
- پل کارر، (۱۸۸۹–۱۹۷۱)، ۱۹۳۷ جایزه نوبل شیمی
- پیتر آگره، (۱۹۴۹-)، شیمی‌دان آمریکاییجایزه نوبل شیمی
- پیتر دبای، (۱۸۸۴–۱۹۶۶)، برندهٔ ۱۹۳۶ جایزه نوبل شیمی
- پیتر دی میچل، (۱۹۲۰–۱۹۹۲)، ۱۹۷۸ جایزه نوبل شیمی
- پیر کوری، (۱۸۵۹–۱۹۰۶)، ۱۹۰۳ جایزه نوبل فیزیک

## ت
- توماس استیتز، (زادهٔ ۱۹۴۰)، ۲۰۰۹ جایزه نوبل شیمی
- توماس چک، (زادهٔ ۱۹۴۷)، ۱۹۸۹ جایزه نوبل شیمی
- توماس گراهام، (۱۸۰۵-;۱۸۶۹)، اسکاتلندی شیمی‌دان، دیالیز و پخش (فیزیک).
- تئودور سودبرگ، (۱۸۸۴-;۱۹۷۱)، ۱۹۲۶ جایزه نوبل شیمی
- تئودور ویلیام ریچاردز، (۱۸۶۸-;۱۹۲۸)، ۱۹۱۴ جایزه نوبل شیمی

## ج
- جابر بن حیان، (زاده۷۲۱–۸۱۵) پدر علم شیمی
- جان پاپل، (۱۹۲۵-;۲۰۰۴)، شیمی نظری، ۱۹۹۸ جایزه نوبل شیمی
- جان دالتون، (۱۷۶۶-;۱۸۴۴)، فیزیک‌دان نظریه اتمی
- جان فن، (زادهٔ ۱۹۱۷)، ۲۰۰۲ جایزه نوبل شیمی
- جان کارنفورت، (زادهٔ ۱۹۱۷)، استرالیایی برندهٔ ۱۹۷۵ جایزه نوبل شیمی
- جان کندرو، (۱۹۱۷-;۱۹۹۷)، ۱۹۶۲ جایزه نوبل شیمی
- جان هاوارد نورثروب، (۱۸۹۱-;۱۹۸۷)، ۱۹۴۶ جایزه نوبل شیمی
- جان ای. واکر، (زادهٔ ۱۹۴۱)، ۱۹۹۷ جایزه نوبل شیمی
- جرج اولاه، (زادهٔ ۱۹۲۷)، ۱۹۹۴ جایزه نوبل شیمی
- جرج پرتر، (۱۹۲۰-;۲۰۰۲)، ۱۹۶۷ جایزه نوبل شیمی
- جروم کارل، (زادهٔ ۱۹۱۸)، ۱۹۸۵ جایزه نوبل شیمی
- جفری ویلکینسون، (۱۹۲۱-;۱۹۹۶)، ۱۹۷۳ جایزه نوبل شیمی
- جورج ویتیگ، ۱۸۹۷-;۱۹۸۷)، ۱۹۷۹ جایزه نوبل شیمی
- جوزف بلک، (۱۷۲۸-;۱۷۹۹)، شیمی‌دان
- جوزف پریستلی، (۱۷۳۳-;۱۸۰۴)، اکسیژن
- جوزف جان تامسون، (۱۸۵۶–۱۹۴۰)، انگلیسی فیزیک‌دان، شیمی‌دان ایزوتوپ
- جوزف سوان، (۱۸۲۸-;۱۹۱۴)، فیزیک‌دان انگلیسی، شیمی‌دان
- جوسایا ویلارد گیبز (۱۸۳۹–۱۹۰۳)، فیزیک‌دان، مهندس و شیمی‌دان آمریکایی
- جولیو ناتا، (۱۹۰۳-;۱۹۷۹)، ایتالیایی شیمی‌دان، ۱۹۶۳ جایزه نوبل شیمی
- جیمز بچلر سامنر، (۱۸۸۷-;۱۹۵۵)، ۱۹۴۶ جایزه نوبل شیمی
- جیمز دیوئر، (۱۸۴۲-;۱۹۲۳)
- جینس اسکو، (زادهٔ ۱۹۱۸)، ۱۹۹۷ جایزه نوبل شیمی

## چ
- چارلز پدرسون، (۱۹۰۴-;۱۹۸۹)، ۱۹۸۷ جایزه نوبل شیمی
- چارلز پولانی، (زادهٔ ۱۹۲۹)، کانادایی شیمی‌دان، جایزه نوبل شیمی ۱۹۸۶.
- چارلز مارتین هال، (۱۸۶۳-;۱۹۱۴)، شیمی‌دان آمریکایی،
- حییم وایزمن، (۱۸۷۴–۱۹۵۲)، شیمی‌دان روسی

## د
- دادلی هرشباخ، (۱۹۳۲-)، شیمی‌دان آمریکایی، ۱۹۸۶ جایزه نوبل شیمی
- درک بارتون، (۱۹۱۸-;۱۹۹۸)، ۱۹۶۹ جایزه نوبل شیمی
- دمیتری مندلیف، (۱۸۳۴-;۱۹۰۷)، شیمی‌دان روسی، سازندهٔ جدول تناوبی
- دن شختمن، (زادهٔ ۱۹۴۱) ۲۰۱۱ جایزه نوبل شیمی، کاشف شبه‌کریستال.
- دوروتی هاجکین، (۱۹۱۰-;۱۹۹۴)، ۱۹۶۴ جایزه نوبل شیمی
- دولف لاندگرن (زادهٔ ۱۹۵۷)، شیمی‌دان سوئدی
- دونالد کرام، (۱۹۱۹–۲۰۰۱)، شیمی‌دان آمریکایی، برندهٔ ۱۹۸۷ جایزه نوبل شیمی

## ر
- رابرت بویل، (۱۶۲۷-;۱۶۹۱)، انگلیسی شیمی‌دان
- رابرت رابینسون (۱۸۸۶–۱۹۷۵)، ۱۹۴۷ جایزه نوبل شیمی
- رابرت کرل، (زادهٔ ۱۹۳۳)، شیمی‌دان آمریکایی، جایزه نوبل شیمی
- رابرت گرابز، (زادهٔ ۱۹۴۲)، ۲۰۰۵ جایزه نوبل شیمی
- رابرت هابر، (زادهٔ ۱۹۳۷)، ۱۹۸۸ جایزه نوبل شیمی
- رابرت وودوارد (۱۹۱۷-;۱۹۷۹)، ۱۹۶۵ جایزه نوبل شیمی
- راجر تسین، (زادهٔ ۱۹۵۲)، ۲۰۰۸ جایزه نوبل شیمی
- راجر کورنبرگ، (زادهٔ ۱۹۴۷)، ۲۰۰۶ جایزه نوبل شیمی
- رادولف مارکوس، (زادهٔ ۱۹۲۳)، ۱۹۹۲ جایزه نوبل شیمی
- روبرت اس مالیکن، (۱۸۹۶-;۱۹۸۶)، ایالات متحده آمریکا فیزیک‌دان، شیمی‌دان، ۱۹۶۶ جایزه نوبل شیمی
- روبرت بونزن، (۱۸۱۱-;۱۸۹۹)، شیمی‌دان، سزیم، روبیدیم و چراغ بونزن
- روبرت مریفیلد، (۱۹۲۱-;۲۰۰۶)، شیمی‌دان، ۱۹۸۴ جایزه نوبل شیمی
- رودریک مک کینون، (زادهٔ ۱۹۵۶)، ۲۰۰۳ جایزه نوبل شیمی
- روزالیند فرانکلین (۱۹۲۰-;۱۹۵۸)، انگلیسی شیمی‌دان
- رولد هافمن، (زادهٔ ۱۹۳۷)، شیمی‌دان آمریکایی، ۱۹۸۱ جایزه نوبل شیمی
- رونالد نوریش، (۱۸۹۷-;۱۹۷۸)، ۱۹۶۷ جایزه نوبل شیمی
- ریچارد ارنست، (زادهٔ ۱۹۳۳)، ۱۹۹۱ جایزه نوبل شیمی
- ریچارد اسمالی، (۱۹۴۳-;۲۰۰۵)، ۱۹۹۶ جایزه نوبل شیمی
- ریچارد ژیگموندی، (۱۸۶۵-;۱۹۲۹)، ۱۹۲۵ جایزه نوبل شیمی
- ریچارد شراک، (زادهٔ ۱۹۴۵)، ۲۰۰۵ جایزه نوبل شیمی
- ریچارد لاورنس ساینگ، (۱۹۱۴–۱۹۹۴)، ۱۹۵۲ جایزه نوبل شیمی
- ریچارد ویلشتتر، (۱۸۷۲-;۱۹۴۲)، ۱۹۱۵ جایزه نوبل شیمی
- ریشارد کون (۱۹۰۰-;۱۹۶۷)، ۱۹۳۸ جایزه نوبل شیمی.
- ریموند دیویس پسر، (۱۹۱۴-;۲۰۰۶)، شیمی‌دان آمریکایی
- ریوجی نویوری، (زادهٔ ۱۹۳۸)، ۲۰۰۱ جایزه نوبل شیمی

## ز
- زکریای رازی، ایران شیمی‌دان. (۸۶۵-;۹۲۵)

## ژ
- ژان باپتیست ون هلمونت، (۱۵۷۹–۱۶۴۴)
- ژان باتیست آندره دوما، (۱۸۰۰-;۱۸۸۴)، شیمی‌دان فرانسوی، جرم اتمی نسبی
- ژان-ماری لن، (زادهٔ ۱۹۳۹)، شیمی‌دان فرانسوی، جایزه نوبل شیمی
- ژوزف لویی گیلوساک، (۱۷۷۸-;۱۸۵۰)، شیمی‌دان فرانسوی و فیزیک‌دان

## س
- سر سایریل هینشلوود، (۱۸۹۷-;۱۹۶۷)
- سوانت آرنیوس، (۱۸۵۹-;۱۹۲۷)، سوئدی شیمی‌دان، شیمی‌فیزیک
- سیدنی آلتمن، (۱۹۳۹-)، ۱۹۸۹ جایزه نوبل شیمی

## ع
- عادا یونات، (زادهٔ ۱۹۳۹)، ۲۰۰۶/۷

## ف
- فرانسیس ویلیام آستون، (۱۸۷۷-;۱۹۴۵)، ۱۹۲۲ جایزه نوبل شیمی
- فرانک رولند، (زادهٔ ۱۹۲۷)، ۱۹۹۵ جایزه نوبل شیمی
- فردریک ژولیو کوری (۱۹۰۰-;۱۹۵۸)، شیمی‌دان فرانسوی و فیزیک‌دان، ۱۹۳۵ جایزه نوبل شیمی
- فردریک سنگر، (زادهٔ ۱۹۱۸)، ۱۹۵۸ و ۱۹۸۰ جایزه نوبل شیمی
- فردریک سودی، (۱۸۷۷-;۱۹۵۶)، بریتانیا شیمی، ۱۹۲۱ جایزه نوبل شیمی
- فردریک هاپکینز، (۱۸۶۱–۱۹۴۷)
- فریتز پرگل، (۱۸۶۹-;۱۹۳۰) شیمی‌دان، جایزه نوبل شیمی ۱۹۲۳.
- فریتس هابر، (۱۸۶۸-;۱۹۳۴) ۱۹۱۸ جایزه نوبل شیمی، فرایند هابر.
- فریدریش آگوست ککوله، (۱۸۲۹-;۱۸۹۶)
- فریدریش آگوست ککوله، (۱۸۲۹–۱۸۹۶)
- فریدریش برژیوس، (۱۸۸۴-;۱۹۴۹)، ۱۹۳۱ جایزه نوبل شیمی
- فریدریش وهلر، (۱۸۰۰-;۱۸۸۲)، آلمان شیمی‌دان

## ک
- کارل بوش، (۱۸۷۲-;۱۹۴۰)، شیمی‌دان آلمانی
- کارل زیگلر، (۱۸۹۸-;۱۹۷۳)، ۱۹۶۳ جایزه نوبل شیمی
- کارل شارپلس، (زادهٔ ۱۹۴۱)، ۲۰۰۱
- کارل ویلهلم شیله، (۱۷۴۲-;۱۷۸۶)
- کری مالیس، (زادهٔ ۱۹۴۴)، ۱۹۹۳ جایزه نوبل شیمی
- کریستین آنفینزن، (۱۹۱۶-;۱۹۹۵)، ۱۹۷۲ جایزه نوبل شیمی
- کلود لویی برتوله، (۱۷۴۸-;۱۸۲۲)، شیمی‌دان فرانسوی
- کنیچی فوکویی، (۱۹۱۸-;۱۹۹۸)، ۱۹۸۱ جایزه نوبل شیمی
- کورت آلدر، (۱۹۰۲-;۱۹۵۸)، شیمی‌دان آلمانی، ۱۹۵۰ جایزه نوبل شیمی
- کورت ووتریش، (زادهٔ ۱۹۳۸)، ۲۰۰۲ جایزه نوبل شیمی
- کویچی تاناکا، (زادهٔ ۱۹۵۹)، ۲۰۰۲ جایزه نوبل شیمی

## گ
- گاسپار مونژ (۱۷۴۶-;۱۸۱۸)
- گرهارد ارتل، (زادهٔ ۱۹۳۶)، شیمی‌دان، ۲۰۰۷ جایزه نوبل شیمی
- گرهارد هرتزبرگ، (۱۹۰۴-;۱۹۹۹)، کانادا شیمی‌دان، ۱۹۷۱ جایزه نوبل شیمی
- گلن سیبورگ، (۱۹۱۲-;۱۹۹۹)، ۱۹۵۱ جایزه نوبل شیمی
- گیلبرت لوویس، (۱۸۷۵-;۱۹۴۶)، ایالات متحده آمریکا شیمی‌دان
- گئورگ دو هوسی، (۱۸۸۵-;۱۹۶۶)، زادهٔ شیمی‌دان، جایزه نوبل شیمی ۱۹۴۳

## ل
- لارس اونزاگر، (۱۹۰۳-;۱۹۷۶)، شیمی‌فیزیک، ۱۹۶۸ جایزه نوبل شیمی
- لرد تاد، (۱۹۰۷–۱۹۹۷)، ۱۹۵۷ جایزه نوبل شیمی
- لویی پاستور، (۱۸۲۲-;۱۸۹۵)، زیست‌شیمی، پاستوریزه کردن
- لوییز اف لیلویر، (۱۹۰۶-;۱۹۸۷)، شیمی‌دان و برندهٔ ۱۹۷۰ جایزه نوبل شیمی
- لیزه مایتنر، (۱۸۷۸-;۱۹۶۸)، فیزیک‌دان
- لینوس پاولینگ، (۱۹۰۱-;۱۹۹۴)، جایزه نوبل
- لئوپولد روتسیکا (۱۸۸۷-;۱۹۷۶)، ۱۹۳۹ جایزه نوبل شیمی
- لئوهندریک باکلند، (۱۸۶۳-;۱۹۴۴)، شیمی‌دان آمریکایی

لاوازیه - شیمیدان یونانی

## م
- مارتین کلایف، (زادهٔ ۱۹۴۷)، ۲۰۰۸ جایزه نوبل شیمی
- مارگارت تاچر (زادهٔ ۱۹۲۵)، نخست‌وزیر بریتانیا (۱۹۷۹–۱۹۹۰)، شیمی‌دان
- ماری کوری، (۱۸۶۷-;۱۹۳۴)، فیزیک‌دان، ۱۹۰۳ جایزه نوبل فیزیک، ۱۹۱۱ جایزه نوبل شیمی
- ماریو مولینا، (زادهٔ ۱۹۴۳)، ۱۹۹۵ جایزه نوبل شیمی
- ماکس پراتز، (۱۹۱۴–۲۰۰۲)، ۱۹۶۲ جایزه نوبل شیمی
- مانفرد آیگن، (زادهٔ ۱۹۲۷)، شیمی‌دان آلمانی، برندهٔ ۱۹۶۷ جایزه نوبل شیمی
- مایکل اسمیت، (۱۹۳۲-;۲۰۰۰)، ۱۹۹۳ جایزه نوبل شیمی
- مایکل فارادی (۱۷۹۱-;۱۸۶۷)، شیمی‌دان و فیزیک‌دان، بنزن
- ملوین کالوین، (۱۹۱۱-;۱۹۹۷)، شیمی‌دان آمریکایی، جایزه نوبل شیمی
- میخاییل لومونسف (۱۷۱۱–۱۷۶۵)، شیمی‌دان روسی
- میخاییل لومونسف، (۱۷۱۱-;۱۷۶۵)
- میشل اوژن شورول، (۱۷۸۶–۱۸۸۹)، شیمی‌دان فرانسوی
- نورمن هاورث، (۱۸۸۳–۱۹۵۰)، ۱۹۳۷ جایزه نوبل شیمی
- نیکلاس فلامل
- نیکولای سمیونوف، (۱۸۹۶-;۱۹۸۶)، فیزیک‌دان و شیمی‌دان، ۱۹۵۶ جایزه نوبل شیمی
- م. احسانی ( 2020-2024) شیمی دان پر کردن عناصر خالی جدول  مندلیف برنده برنده جایزه دانشگاه خورموج در بخش شیمی

## و
- والاس کاروترز، (۱۸۹۶-;۱۹۳۷)، شیمی‌دان آمریکایی، نایلون
- والتر کوهن، (زادهٔ ۱۹۲۳)، ۱۹۹۸ جایزه نوبل شیمی.
- والتر گیلبرت، (زادهٔ ۱۹۳۲)، ۱۹۸۰ جایزه نوبل شیمی
- والتر نرنست، (۱۸۶۴-;۱۹۴۱)، شیمی‌دان آلمانی، ۱۹۲۰ جایزه نوبل شیمی
- ولادیمیر پریلاگ، (۱۹۰۶-;۱۹۹۸)، ۱۹۷۵ جایزه نوبل شیمی
- وندل مردیت استنلی، (۱۹۰۴-;۱۹۷۱)، ۱۹۴۶ جایزه نوبل شیمی
- ونسانت دو وینیو، (۱۹۰۱-;۱۹۷۸)، ۱۹۵۵ جایزه نوبل شیمی
- ونکاترامان راماکریشنان، (زادهٔ ۱۹۵۲)، ۲۰۰۹ جایزه نوبل شیمی
- ویکتور گرینیارد، (۱۸۷۱-;۱۹۳۵)، ۱۹۱۲ جایزه نوبل شیمی
- ویلارد لیبای (۱۹۰۸-;۱۹۸۰)، شیمی‌دان آمریکایی، جایزه نوبل شیمی
- ویلهلم اوستوالد، (۱۸۵۳-;۱۹۳۲)، ۱۹۰۹ جایزه نوبل شیمی
- ویلیام اشتین، (۱۹۱۱-;۱۹۸۰)، ۱۹۷۲ جایزه نوبل شیمی
- ویلیام جیوک، (۱۸۹۵-;۱۹۸۲)، ۱۹۴۹ جایزه نوبل شیمی
- ویلیام رمزی، (۱۸۵۲-;۱۹۱۶)، اسکاتلند شیمی، ۱۹۰۴ جایزه نوبل شیمی
- ویلیام کروکز، (۱۸۳۲–۱۹۱۹)، انگلیسی شیمی‌دان، تالیم
- ویلیام لیپسکام، (زادهٔ ۱۹۱۹)، ۱۹۷۶ جایزه نوبل شیمی
- ویلیام مریام برتن، (۱۸۶۵-;۱۹۵۴)، شیمی‌دان آمریکایی، در زمینهٔ کراکینگ و نفت خام
- ویلیام نولز، (زادهٔ ۱۹۱۷)، ۲۰۰۱ جایزه نوبل شیمی
- ویلیام هنری پرکین، (۱۸۳۸-;۱۹۰۷) انگلیسی آلی شیمی‌دان

## ه
- هارتموت میشل، (زادهٔ ۱۹۴۸)، ۱۹۸۸ جایزه نوبل شیمی
- هارولد کروتو، (زادهٔ ۱۹۳۹)، انگلیسی شیمی‌دان، ۱۹۹۶ جایزه نوبل شیمی
- هارولد یوری، (۱۸۹۳-;۱۹۸۱)، ۱۹۳۴ جایزه نوبل شیمی
- هارون تسیخانوور، (زادهٔ ۱۹۴۷)، ۲۰۰۴ جایزه نوبل شیمی
- هامفری دیوی، (۱۷۷۸-;۱۸۲۹)، انگلیسی شیمی‌دان، فلزهای قلیایی خاکی
- هانری مواسان، (۱۸۵۲-;۱۹۰۷)، شیمی‌دان فرانسوی و برندهٔ ۱۹۰۶ جایزه نوبل شیمی
- هانس آدولف کربس، (۱۹۰۰–۱۹۸۱)، شیمی‌دان
- هانس فون اوبر شلپین، (۱۸۷۳-;۱۹۶۴)، سوئدی شیمی‌دان، برندهٔ ۱۹۲۹ جایزه نوبل شیمی
- هانس فیشر (۱۸۸۱-;۱۹۴۵)، شیمی‌دان آلی، ۱۹۳۰ جایزه نوبل شیمی
- هانس کریستین اورستد، آلومینیم
- هاینریش اوتو ویلند (۱۸۷۷-;۱۹۵۷) آلمان شیمی‌دان ۱۹۲۷ جایزه نوبل شیمی
- هربرت براون، (۱۹۱۲-;۲۰۰۴)، ۱۹۷۹ جایزه نوبل شیمی
- هربرت هاپتمن، (زادهٔ ۱۹۱۷)، ۱۹۸۵ جایزه نوبل شیمی
- هرمان استاودینگر، (۱۸۸۱-;۱۹۶۵)، شیمی‌دان، ۱۹۵۳ جایزه نوبل شیمی
- هرمان امیل فیشر (۱۸۵۲-;۱۹۱۹)، ۱۹۰۲ جایزه نوبل شیمی
- هرمان کلبه، (۱۸۱۸-;۱۸۸۴)، شیمی‌دان آلمانی
- هنری تاب، (۱۹۱۵–۲۰۰۵)، ۱۹۸۳ جایزه نوبل شیمی
- هنری کاوندیش، (۱۷۳۱-;۱۸۱۰)، انگلیسی
- هنری لوشاتلیه، (۱۸۵۰-;۱۹۳۶)
- هنری موزلی (۱۸۸۷-;۱۹۱۵)، انگلیسی فیزیک‌دان
- هنریک کارل پیتر دام، (۱۸۹۵-;۱۹۷۶)، دانمارک بیوشیمی دان، برندهٔ ۱۹۴۳ جایزه نوبل فیزیولوژی و پزشکی
- هیدکی شیریکاوا، (زادهٔ ۱۹۳۶)، ۲۰۰۰ جایزه نوبل شیمی

## ی
- یاروسلاو هیروفسکی، (۱۸۹۰-;۱۹۶۷)، جمهوری چک شیمی‌دان، ۱۹۵۹ جایزه نوبل شیمی
- یاکوب برسلیوس، (۱۷۷۹-;۱۸۴۸)، سوئدی شیمی‌دان، «بسپار»
- یاکوبوس هنریکوس وانت‌هوف، (۱۸۵۲-;۱۹۱۱)، هلند شیمی‌فیزیک، ۱۹۰۱ جایزه نوبل شیمی
- یوان لی، (زادهٔ ۱۹۳۶)، جایزه نوبل شیمی
- یوستوس فون لیبیش، (۱۸۰۳-;۱۸۷۳) و زیست‌شیمی
- یوهان دشنهافر، (زادهٔ ۱۹۴۳)، ۱۹۸۸ جایزه نوبل شیمی
- یوهان دیدریک وان در والس، (۱۸۳۷-;۱۹۲۳)